# Orange d'Ermelo
Espèce
L'orange d'Ermelo, en portugais Laranja de Ermelo est une marque d'orange douce, très peu acide, de pleine saison dont il subsistait quelques arbres à São Jorge et à Ermelo - municipalité d'Arcos de Valdevez dans la Serra do Soajo - au nord du Portugal continental soit une région très septentrionale pour l'oranger. Depuis 1996 ce fruit fait l'objet d'un marketing en vue de revitaliser ces territoires en  promouvant une notoriété locale.

## Histoire
Il existe diverses cultures d'oranger au nord du Portugal, dans le Douro, à Amares, dans le Ribatejo. La municipalité d'Arcos de Valdevez attribue l'origine de l'orange d'Ermelo aux cisterciens du monastère d'Ermelo. Son couto conventuel - zone d'extra-territorialité en vigueur du XIIIe siècle au XVe siècle - aurait la plus forte concentration d'orangers locaux. L'Arche du Goût (Slow food) n'hésite pas à faire remonter cette culture au XIIIe siècle (on trouve même XIIe siècle)  alors que l'introduction des oranges douces en Europe est généralement datée des XVIe ou XVIIIe siècles.

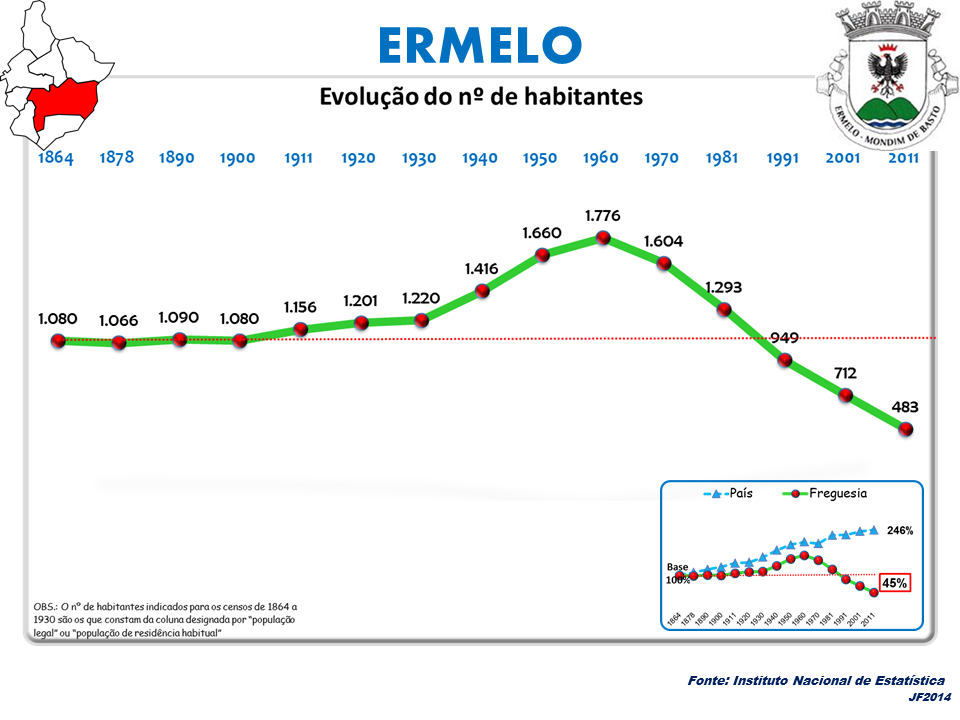
Démographie d'Ermelo

Ces villages d'altitude ont connu une forte dépopulation de 1960 (1 800 habitants à Ermelo) à nos jours (500 habitants en 2011) accompagnée d'un vieillissement qui en l'absence de stratégie commerciale ont précipité une quasi-disparition des orangers. En 2017, la Direction Régionale de l'Agriculture du Nord propose de relancer la production d'oranges d'Ermelo avec l'aide de Associação Regional de Desenvolvimento do Alto Lima (ARDAL), Associação de Desenvolvimento Local de Ermelo (ADLE), et de Slow food. Des petites plantations à caractère symbolique ont lieu en 2024.
Selon Slow food (non daté) il y aurait actuellement 19 producteurs membres de l'ADLE, pour une production annuelle de 50 t et 500 orangers.

## Description
Le fruit est petit (fertilisation rudimentaire), à peau fine difficile à peler, avec quelques pépins, un jus abondant et sucré; il se récolte de février à avril. Les cultures sont arrosées 4 fois/an/arbre. Ces caractéristiques permettent de le rapprocher des nombreuses oranges sans acidité qui correspondent au gout du sud méditerranéen pour qui de sont «les meilleures oranges au monde».

### Marketing de sauvetage
Le fruit ne bénéficie ni d'un label de qualité européen, ni d'une certification biologique, ni de définition de la zone de production. L'Arche du Goût Slow food (2010) est le seul média de notoriété. Les ventes connaissent un certain renouveau depuis 2004 avec un point de vente local.